# NGC 6194
NGC 6194 este o galaxie situată în constelația Hercule. A fost descoperită în 27 aprilie 1827 de către John Herschel. Se află la o distanță de 133,37 de megaparseci de Pământ.